# سامسونگ اس‌جی‌اچ-ایکس۲۰۰

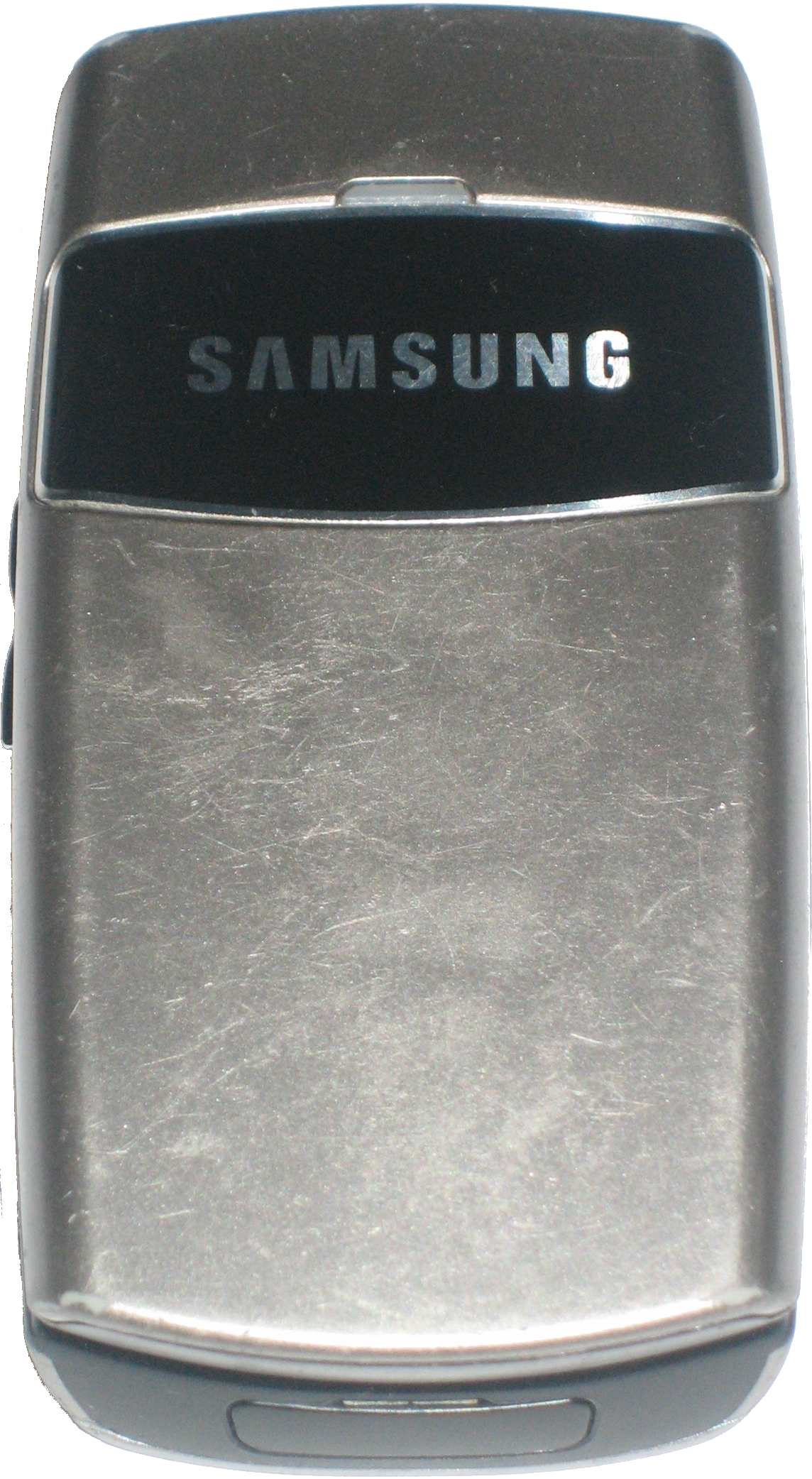
سامسونگ اس‌جی‌اچ-ایکس۲۰۰

سامسونگ اس‌جی‌اچ-ایکس۲۰۰ یک‌نمونه از گوشی‌های تلفن همراه سری X شرکت سامسونگ می‌باشد  که توسط همین شرکت به بازار عرضه شده‌است.